# Nhà thờ Boyana
Nhà thờ Boyana (tiếng Bulgaria: Боянска църква, Boyanska tsărkva) là một nhà thờ Chính thống Bulgaria thời Trung Cổ nằm ở khu phố Boyana, ngoại ô thủ đô Sofia, Bulgaria. Năm 1979, nhà thờ này đã được thêm vào danh sách Di sản thế giới của UNESCO.
Cánh phía đông của nhà thờ hai tầng ban đầu được xây dựng vào cuối thế kỷ thứ 10 hoặc đầu thế kỷ 11 sau đó cánh trung tâm được thêm vào thế kỷ 13 dưới thời Đế quốc Bulgaria thứ hai, toàn bộ tòa nhà được hoàn thiện với sự mở rộng hơn nữa về phía tây vào giữa thế kỷ 19. Tổng cộng có 89 cảnh với 240 hình ảnh con người được mô tả trên các bức tranh tường của nhà thờ.

## Lịch sử và kiến trúc
Nhà thờ Boyana được xây dựng qua ba giai đoạn: từ cuối thế kỷ thứ 10 đến đầu thế kỷ 11, giữa thế kỷ 13 và giữa thế kỷ 19. Phần cổ nhất (nhà thờ phía đông) là một nhà thờ nhỏ có vòm hình chữ thập. Nó được xây dựng vào cuối thế kỷ thứ 10 hoặc đầu thế kỷ 11.
Phần thứ hai tiếp giáp với nhà thờ phía đông, được ủy quyền bởi hai vợ chồng quý tộc Kaloyan và Desislava vào giữa thế kỷ 13. Đây là một nhà thờ hai tầng, với tầng trệt có một hầm mộ với khung vòm bán trụ trong khi tầng trên là một nhà nguyện giống hệt với nhà thờ phía đông. Bên ngoài được trang trí với đồ gốm.
Phần cuối cùng được xây dựng với sự đóng góp từ cộng đồng địa phương vào giữa thế kỷ 19. Nhà thờ đã bị đóng cửa cho công chúng vào năm 1954 để được bảo tồn và phục hồi. Nó chỉ được mở lại một phần vào năm 2006.
Như một biện pháp bảo vệ, điều hòa không khí đã được lắp đặt để giữ nhiệt độ trong nhà thờ luôn ở mức 17–18 độ C (62–64 độ F), với ánh sáng nhiệt thấp. Tối đa có 8 khách được phép vào trong 10 phút. Nó được quản lý của Bảo tàng Lịch sử Quốc gia Bulgaria, đã được Bộ trưởng Văn hóa Stefan Danailov cho phép mở cửa lại hoàn toàn cho công chúng tham quan vào ngày 2 tháng 10 năm 2008.

## Bích họa

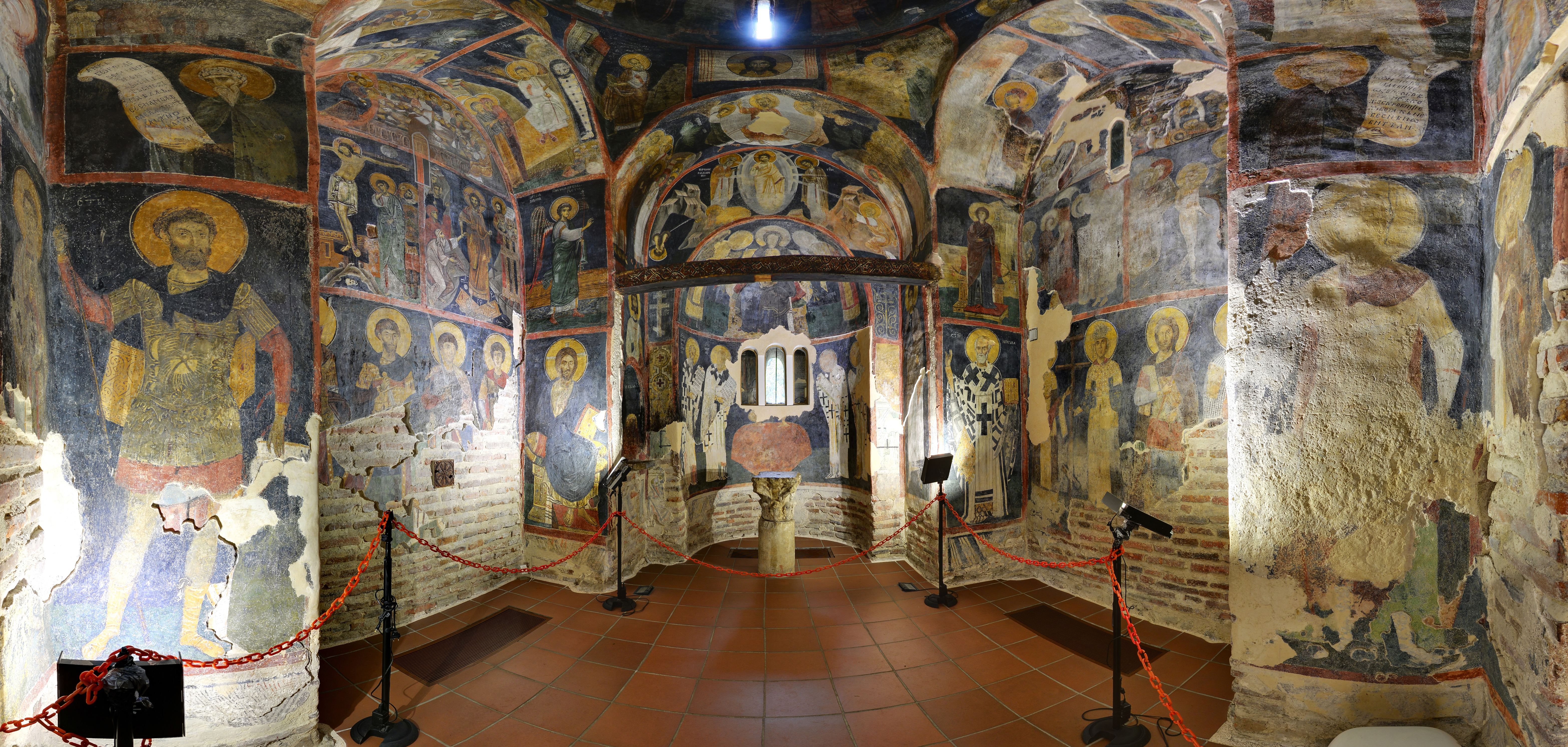
Bên trong nhà thờ
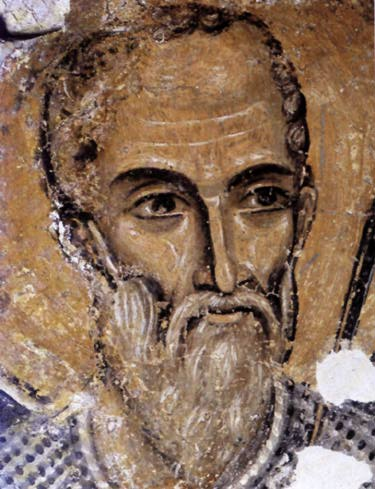
Thánh Aretas hoặc Arethan; thường bị nhầm với Thánh Nicholas
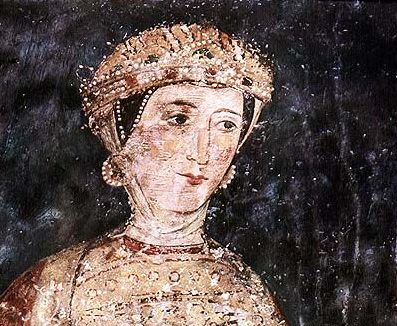
Dessislava, một người bảo trợ nhà thờ
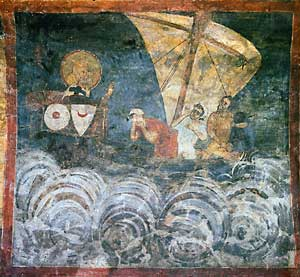
Một con tàu
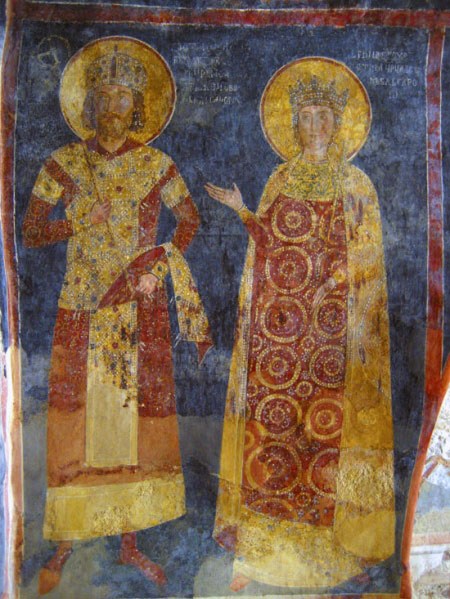
Constantin Tikh của Bulgaria và Eirene của Nicaea
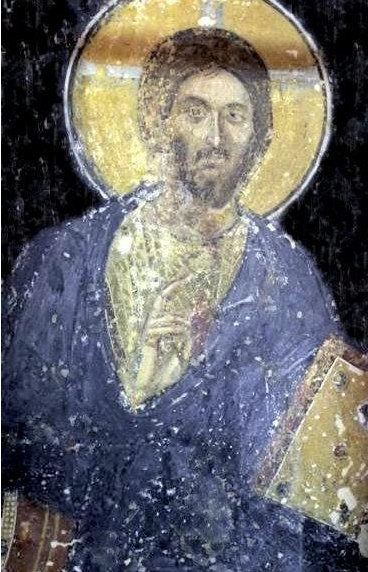
Chúa Kitô Quyền Năng, một bức bích họa từ năm 1259
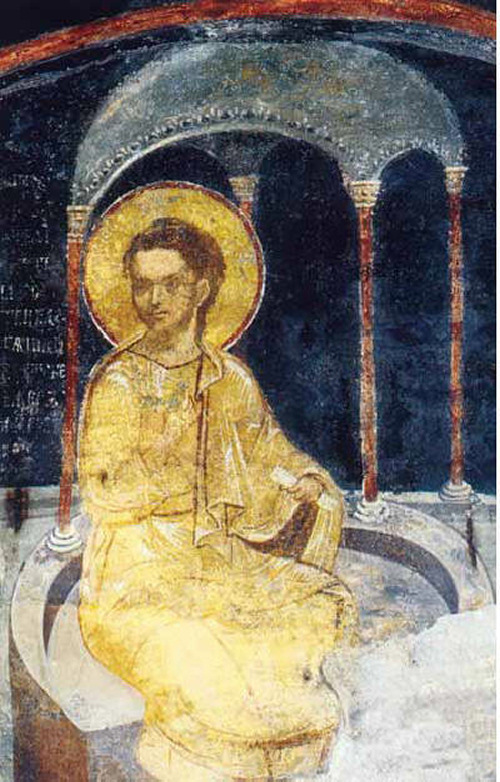
Chúa Kitô giữa các học giả